# Abborrtjärnen (Dals socken, Ångermanland)
Abborrtjärnen är en sjö i Kramfors kommun i Ångermanland och ingår i Ångermanälven-Gådeåns kustområde.